# The Chimes
The Chimes: A Goblin Story of Some Bells that Rang an Old Year Out and a New Year In é um pequeno romance de Charles Dickens que foi escrito e publicado em 1844, um ano depois de A Christmas Carol e um ano antes de ''The Cricket on the Hearth''. É o segundo volume na série dos "Livros de Natal" de Dickens: cinco pequenos livros com mensagens morais e sociais fortes que foram publicados na década de 1840.
O título do livro vem dos "chimes", os velhos sinos na igreja onde a personagem Trotty Veck realiza o seu trabalho .